# Кокімбо (регіон)
Коќімбо (Coquimbo) — регіон в північній частині Центрального Чилі, має у своєму складі також острови Чорос.
Площа — 38.800 км².
Населення — 377.000 чол. (1972).
Адміністративний центр — місто Ла-Серена.
Регіон складається з трьох провінцій (з 1974 року): Елькі (адміністративний центр Ла-Серена), Лімарі (Овальє) та Чоапа (Ільяпель).

## Природа
На сході регіону — Головна Кордильєра Анд (гора Лас-Тортолас, 6323 м); на заході, уздовж узбережжя Тихого океану, — невисока Берегова Кордильєра, що переходить в прибережні рівнини, які перетинають річки Елькі, Лімарі, Чоапа, Лос-Чорос.
Клімат субтропічний, середземноморського типу. В районі міста Ла-Серена пересічні місячні температури від 11 до 16 °C. Опадів до 100 мм на рік.

## Економіка
Економіка провінції базується на видобувній промисловості та сільському господарстві. Видобуток залізної руди (родовища Ромераль, Ель-Тофо), міді (Андакольо, Тамая), а також золота, марганцю тощо.
Сільське господарство розвинуте в долинах річок. Посіви зернових, бобових (горох), садівництво, виноградництво. Тваринництво м'ясо-молочного напрямку.
Розвинуті галузі промисловості: харчова, цементна (Ла-Серена), рибна (Кокімбо), виноробна.
Основні транспортні шляхи — Північна залізниця та Панамериканське шосе. На узбережжі Тихого океану — порти Кокімбо, Крус-Гранде, Лос-Вілос. В містах Ла-Серена, Овальє, Ільяпель — аеропорти.
| Прапор Чилі | Це незавершена стаття про Чилі. Ви можете допомогти проєкту, виправивши або дописавши її. |